# Klemens IX
Klemens IX (łac. Clemens IX, właśc. Giulio Rospigliosi; ur. 27 lub 28 stycznia 1600 w Pistoia, zm. 9 grudnia 1669 w Rzymie) – włoski duchowny katolicki, 238. papież w okresie od 20 czerwca 1667 do 9 grudnia 1669.

## Życiorys

### Wczesne życie
Pochodził ze starego rodu lombardzkiego; jego rodzicami byli Giacomo i Caterina Rospigliosi. Studiował nauki wyzwolone w seminarium rzymskim oraz prawo, teologię i filozofię na Uniwersytecie Pizańskim (gdzie obronił w 1623 doktorat utroque iure). Po studiach wykładał filozofię w Pizie, następnie (1625) udał się do Rzymu. W Kurii Rzymskiej zajmował m.in. stanowiska referendarza Trybunału Sygnatury Apostolskiej, sekretarza Kongregacji Rytów, członka personelu legacji w Awinionie. Był także kanonikiem i wikariuszem bazyliki liberiańskiej. W latach 1634–1644 pełnił funkcję sekretarza pism dyplomatycznych (Listów do Książąt), w 1643 został radcą Trybunału Świętej Penitencjarii. Otrzymał honorowe obywatelstwo Rzymu. Publikował wysoko oceniane w Rzymie sztuki teatralne i poezje.
14 marca 1644 został mianowany arcybiskupem tytularnym Tarsu (przyjął sakrę biskupią 29 marca 1644 w Rzymie z rąk kardynała Antonio Barberiniego) i w lipcu t.r. udał się z misją nuncjusza do Hiszpanii. Pozostawał na tej placówce do stycznia 1653, po odwołaniu ostatnie lata pontyfikatu Innocentego X spędził na uboczu. W okresie sediswakancji po śmierci Innocentego Kolegium Kardynalskie powierzyło Rospigliosiemu w styczniu 1655 funkcję gubernatora Rzymu.
Papież Aleksander VII powierzył mu funkcję sekretarza stanu (kwiecień 1655), a 9 kwietnia 1657 wyniósł do godności kardynalskiej (Rospigliosi został prezbiterem San Sisto). Jako szef dyplomacji papieskiej kardynał Rospigliosi dbał o dobre stosunki z dworem francuskim, mimo negatywnego stosunku Francuzów do papieża Aleksandra. Był członkiem następujących kongregacji kurialnych:
- Kongregacji Indeksu,
- Kongregacji Rzymskiej i Powszechnej Inkwizycji,
- Kongregacji Rozkrzewiania Wiary,
- Kongregacji ds. Rezydencji Biskupów,
- Kongregacji ds. Wizytacji Apostolskich,
- Kongregacji ds. Wód i Doliny Chiana,
- Kongregacji ds. Legacji Awiniońskiej,
- Kongregacji ds. Obrzędów,
- Kongregacji Konsystorialnej,
- Kongregacji ds. Stanu Zakonnego,
- Kongregacji ds. Reformy Statutów Kleru Rzymskiego.

### Wybór na papieża
Wieloletnia praca na stanowisku nuncjusza w Hiszpanii oraz udane współdziałanie z Francją zapewniły Rospigliosiemu pozycję neutralnego kandydata na konklawe 1667 po śmierci Aleksandra VII. 20 czerwca 1667 został on wybrany na papieża i przyjął imię Klemensa IX. 26 czerwca 1667 papież Klemens został koronowany, a 3 lipca odbył uroczysty ingres do bazyliki laterańskiej.

### Pontyfikat
Miał opinię człowieka skromnego, o nieskazitelnym charakterze. Wyróżniało go to na tle skorumpowanej Kurii Rzymskiej, co znalazło realizację w ograniczeniu powszechnej w pierwszej połowie XVII wieku praktyki nepotyzmu. W polityce zagranicznej papież stanął przed problemem konfliktu francusko-hiszpańskiego, który daremnie próbował załagodzić. W większości spraw papież ulegał wpływom francuskim, m.in. zostawił królowi Francji wolną rękę w nominacjach na urzędy kościelne. Wskutek działań ministra francuskiego de Lionne’a Klemens IX zaakceptował pokój akwizgrański, a potem pokój klementyński, który zezwalał czterem biskupom francuskim, znanym z poglądów jansenistycznych, podpisać kościelny akt potępienia tez jansenizmu; nie odstąpili oni jednocześnie od swoich poglądów, które mogli zatrzymać jako "prywatne". W wyniku uznania Portugalii przez Hiszpanię w 1668, papież mógł dzięki temu obsadzić wakujące stolice biskupie.

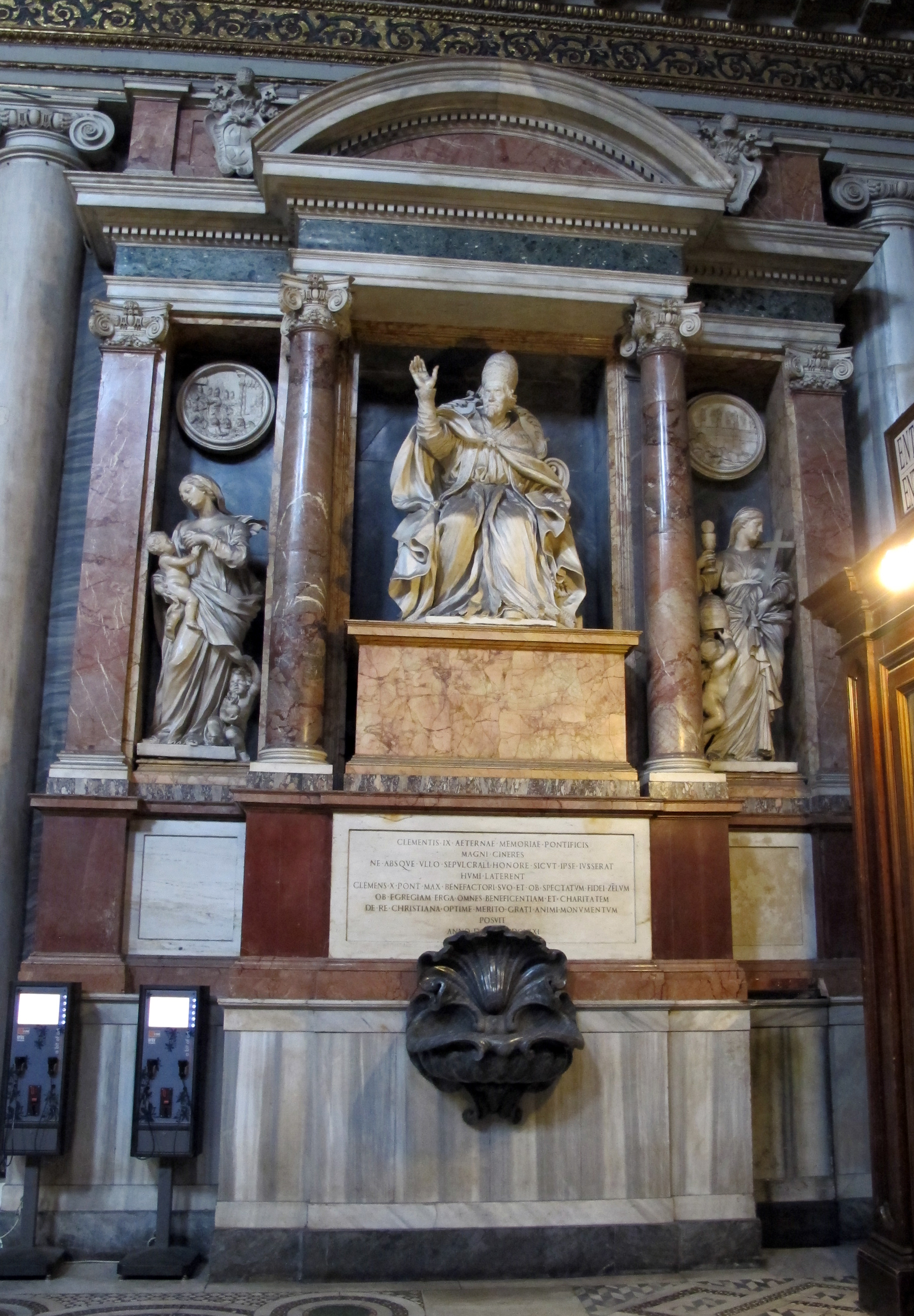
Grób Klemensa IX w Santa Maria Maggiore

Zamierzeniem militarnym papieża było wyzwolenie Krety spod panowania tureckiego. 6 września 1669 flota papieska, dowodzona przez krewnego Klemensa, Vincenzo Rospigliosiego, poniosła klęskę, a Wenecja została zmuszona do poddania Turkom ostatniego chrześcijańskiego punktu Krety, Kandii (Iraklionu). Podobno ta klęska, która przyniosła Państwu Kościelnemu także straty finansowe, przyspieszyła śmierć papieża. Zmarł on po ataku apoplektycznym 9 grudnia 1669. Został pochowany początkowo w bazylice watykańskiej; później zwłoki przeniesiono do bazyliki S. Maria Maggiore.
Kreował 12 kardynałów na trzech konsystorzach.